# Claudio Arrechea
Claudio Arrechea (Santa Ana, 1904 - Concepción de la Sierra, ca. 1972) fue un médico y político argentino, último gobernador del Territorio Nacional de Misiones y primer gobernador de la provincia de Misiones.

## Origen familiar y estudios
Claudio Arrechea había nacido en el año 1904 en la localidad de Santa Ana, del entonces Territorio Nacional de Misiones —actual provincia de Misiones— que formaba parte la República Argentina, siendo hijo de Alfonso de Arrechea y de Antonia Amores.
Se recibió de médico en la Universidad de Buenos Aires y ejerció su profesión en su provincia natal, llamando la atención de los vecinos por su capacidad profesional y solidaridad con las necesidades de sus pacientes. Arrechea provenía de una tradicional familia, arraigada desde los primeros tiempos en Posadas. Ejerció como Gobernador del Territorio Nacional de Misiones el 5 de enero de 1953, y pese a la existencia de la ley de provincialización, sigue en ese carácter hasta el 23 de enero de 1954. Ese día, su título al frente del Poder Ejecutivo de la Provincia, pasa a ser de Comisionado Nacional, función que deja el 23 de febrero de 1955 para dedicarse a su campaña electoral como candidato a Gobernador por el Partido Peronista.

## Inicios en la política
Afiliado a la Unión Cívica Radical, participó en las rebeliones del teniente coronel Gregorio Pomar de 1931 y 1933.
Tras la revolución del 43 se unió al peronismo y formó parte de comisiones municipales y organizaciones que buscaban la provincialización de Misiones, que aún era un territorio nacional.
En 1953 el Presidente Juan Domingo Perón establece la Ley que declaraba la provincialización de Misiones y se establecieron las condiciones para la elección de los Convencionales Constituyentes que tendrían a su cargo la redacción y sanción de la Constitución de la futura Provincia.

## Gobernador del Territorio Nacional de Misiones
El último día del año 1952, nombrado por el presidente Juan Domingo Perón, Arrechea asumió como Comisionado Nacional del Territorio Nacional de Misiones, ejerciendo el Poder Ejecutivo del mismo. Durante su mandato se sancionó —en el mes de diciembre de 1953— la Ley 14.294, que provincializó el Territorio Nacional, y se convocaron a elecciones para convencionales que sancionaran la primera Constitución de la provincia.
En 1953, por iniciativa del presidente Juan Domingo Perón, con los votos del peronismo el Congreso de la Nación Argentina sanciona la Ley 14.294 por la cual se provincializa el Territorio Nacional de Misiones. Desde ese momento, Misiones pasa a tener el estatus de provincia argentina y recobra la plena autonomía como estado federal.
Durante su mandato se ampliarían los caminos, las vías de comunicación entre las principales ciudades del sur del territorio y se efectuaron numerosas obras en escuelas, planes de vivienda y en la extensión de las líneas de correos y telégrafos, junto con un saneamiento de las cuentas públicas. Se aprobaron los planes Vial y Energético, con la pavimentación de la ruta 1, como también el acceso a Garupá, las aperturas de varias rutas, como la 2, costera del río Uruguay, donde se construyeron siete puentes de hormigón armado. Se hizo el relevamiento del potencial energético y la construcción de la presa hidroeléctrica del Piray Guazú.
La provincialización de Misiones era una antigua aspiración, que pese a haber sido propuesta desde 1916 nunca había llegado a materializarse aún.Durante su gestión dio comienzo proceso de organización y despegue de la provincia como tal. Dispuso la organización de la justicia provincial, creó el Instituto Provincial de Previsión Social, el Banco de la Provincia, la Dirección Provincial de Vialidad, la Dirección General de Educación y Cultura, junto con la piedra inaugural del aeropuerto de Posadas.

## Primer gobernador de la Provincia de Misiones
En 1953, el presidente Juan Domingo Perón promulgó la Ley que declaraba la provincialización de Misiones, la cual contenía las pautas para su organización institucional, estableciendo las condiciones para la elección de los convencionales constituyentes provinciales
La convención constituyente fue sancionada en noviembre de 1954, y posteriormente fueron convocadas elecciones para elegir al gobernador y los diputados provinciales; también se elegirían diputados y senadores nacionales. Las mismas fueron celebradas el 20 de marzo de 1955, triunfando el Partido Peronista, cuya fórmula para gobernador y vice estaba formada por Claudio Arrechea y Francisco de Haro, por el 70,8% de los votos.
Junto a ellos fueron elegidos veintiocho diputados por el peronismo —nueve de ellos mujeres— y solo cuatro por el radicalismo, que había obtenido el 25,9% de los votos. Entre ellos se contaban muchos de los dirigentes que gobernarían la provincia durante los siguientes 40 años, como los radicales César Napoleón Ayrault y Mario Losada, y el peronista Miguel Ángel Alterach.
Arrechea asumió su mandato el 4 de junio de 1955, noveno aniversario de la asunción presidencial de Perón jurando su cargo en manos de su antecesor, el Comisionado interino Juan Lorenzo. Durante su corto mandato organizó el Poder Ejecutivo de la Provincia, creando los ministerios de Gobierno, Economía y Asuntos Sociales por la Ley provincial Nro. 5. En cuanto a obra pública, alcanzó a inaugurar la Terminal de Ómnibus de Posadas, que él mismo había iniciado como comisionado.
El Gobierno de Juan Domingo Perón trajo aparejado en 1949 la reforma de la Constitución Nacional. Entre otros aspectos favoreció la participación política a los territorios Nacionales. Pues mediante la Ley Nº 14.031 del año 1951 y su reforma, la Ley 14.292 del año 1953, otorgan a los territorios el derecho de estar representados en el Congreso de la Nación por medio de delegados electos de acuerdo al régimen electoral vigente.
El modificó para siempre la ribera de Posadas inaugurando un amplio Parque, el Club de Remeros y el Balneario  instó a crear, la Avenida Fluvial o Costanera, la construcción amplia y sólida del Puerto, el embellecimiento de las plazas, con el objetivo de embelelcer la capital se  plantaron de miles de árboles, de plantas, y se pavimento hasta las afueras el trazado de calles, la creación de las actuales Escuelas de Educación Técnica N 1 y N 2, la Escuela Agrotécnica, la edificación de la Maternidad y el nuevo Hospital. En el interior se avanzó con la colonización de 287.000 ha que se incorporaron a la actividad productiva mediante colonias agrícolas logrando en pocos años que Misiones sea autosuficiente en algodón, café, yerba mate, papas, cebollas, y verduras, logrando saldos exportables. Asimismo en el marco del plan quinquenal peronista se diversifico la economía provincial con la llegada de 17 aserraderos y nuevos cultivos entre ellos cafe y plátanos. Durante la gobernación de Arreche hubo una importante reforma en la capital, se realizaron obras relacionadas con la comunicación, como puentes, caminos, ferrocarriles y se comenzó un plan masivo de ensanche y enbellecimiento de las avenidas principales y de la extensión del asfalto a nuevos barrios
En 1953 el presidente Juan Domingo Perón establece la ley que declaraba la provincialización de Misiones contenía las pautas para su organización institucional a partir de una constitución. Establecieron las condiciones para la elección de los Convencionales Constituyentes que tendrían a su cargo la redacción y sanción de la constitución para la novel provincia.
Durante su mandato se construiría el viejo boulevard de la Costa, convertido en paseo obligado y espacio de esparcimiento y actividades deportivas, desde  la Avenida Roca y se extiende hasta la actual calle Dr Arrechea.

## Derrocamiento y últimos años
Fue derrocado por la dictadura autodenominada golpe de Estado del 21 de septiembre del mismo año en que asumió. El dictador Pedro Eugenio Aramburu anuló vía decreto de 1956 la ley de provincialización de Misiones, la Constitución de 1954 y todos los actos del gobierno de Arrechea. Pasó muchos meses preso.
Finalmente el doctor Claudio Arrechea falleció en Colonia Santa María, cerca de Concepción de la Sierra, hacia el año 1972. Su viuda, Yolanda Pernigotti de Arrechea, lo sobreviviría hasta el año 2013.
En su honor existe una calle en Posadas

## Homenajes
En su honor existe una escuela con su nombre en el paraje El Tigre, de Concepción de la Sierra, y una calle en la ciudad de San Javier, siendo ambas localidades de la provincia de Misiones.